# Bombykol
Le bombykol est une phéromone découverte en 1959 par Adolf Butenandt et la première à être chimiquement décrite. Elle est sécrétée par la femelle du bombyx du mûrier, Bombyx mori, pour attirer les mâles. Le nom de cette molécule réfère au nom de ce papillon, dont la larve est communément appelée ver à soie.